# منطقه اوستی ناد لابم
منطقه اوستی ناد لابم (به لاتین: Ústí nad Labem Region) یک منطقه در جمهوری چک است که در Severozápad واقع شده‌است.

## خصوصیات
منطقه اوستی ناد لابم ۵٬۳۳۴٫۵۲ کیلومترمربع مساحت و ۸۵۲٬۵۵۴ نفر جمعیت دارد.